# アルマン (美術家)

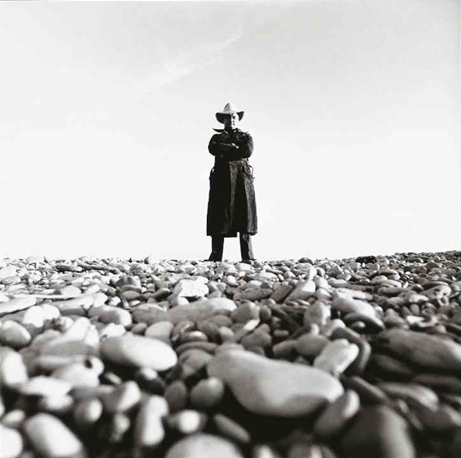
1963年のポートレート ローター・ヴァレー

アルマン（Arman, 本名：アルマン・フェルナンデス Armand Pierre Fernandez, 1928年11月17日 - 2005年10月22日）は、フランスの彫刻家・画家・現代美術家。日用品や廃棄物を大量に集積した作品などで知られた。イヴ・クラインやセザールらとヌーヴォー・レアリスムという集団を組み、廃物を芸術作品に変容させることで第二次世界大戦後の大量消費社会の中の生産・消費・廃棄のメカニズムを批判した。
アルマンは、日常生活の中にある複製品のおびただしさや廃棄物の中に美を見出した。カメラや靴など同じ種類の中古品を大量に箱に詰め合わせた作品や、大量生産のまったく同じ品をたくさん組み合わせて作った彫刻、ゴミを透明な箱に詰め込んだ作品などの制作を通して、集積と組み合わせにより物の目的や意味を失わせ、一方でゴミや日用品の持つ形態、集まった時に織り成す形態を浮き彫りにさせている。

## スタンプ絵画と痕跡の絵画

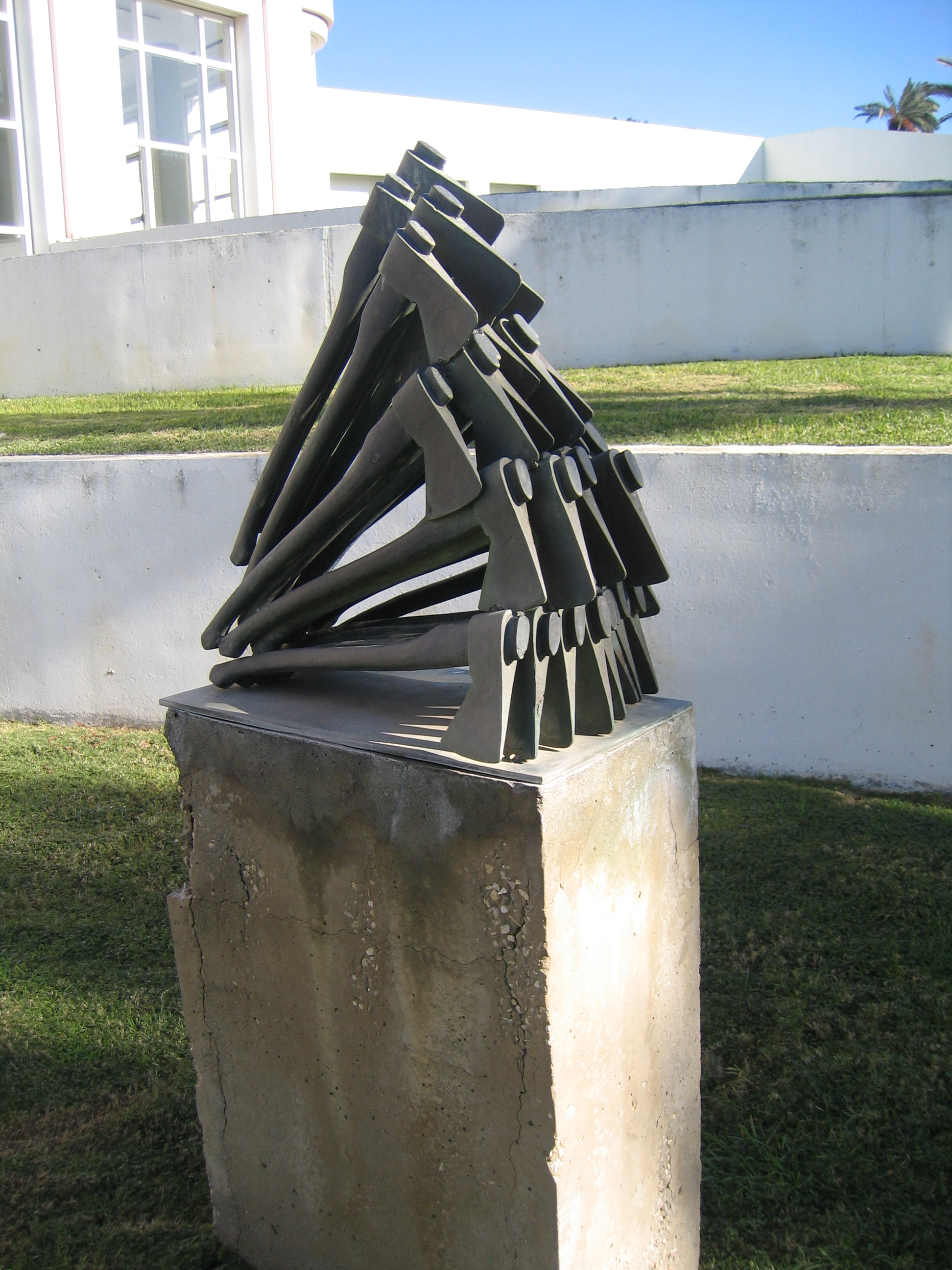
『アバランチ』、1990年、テルアビブ大学キャンパスに設置

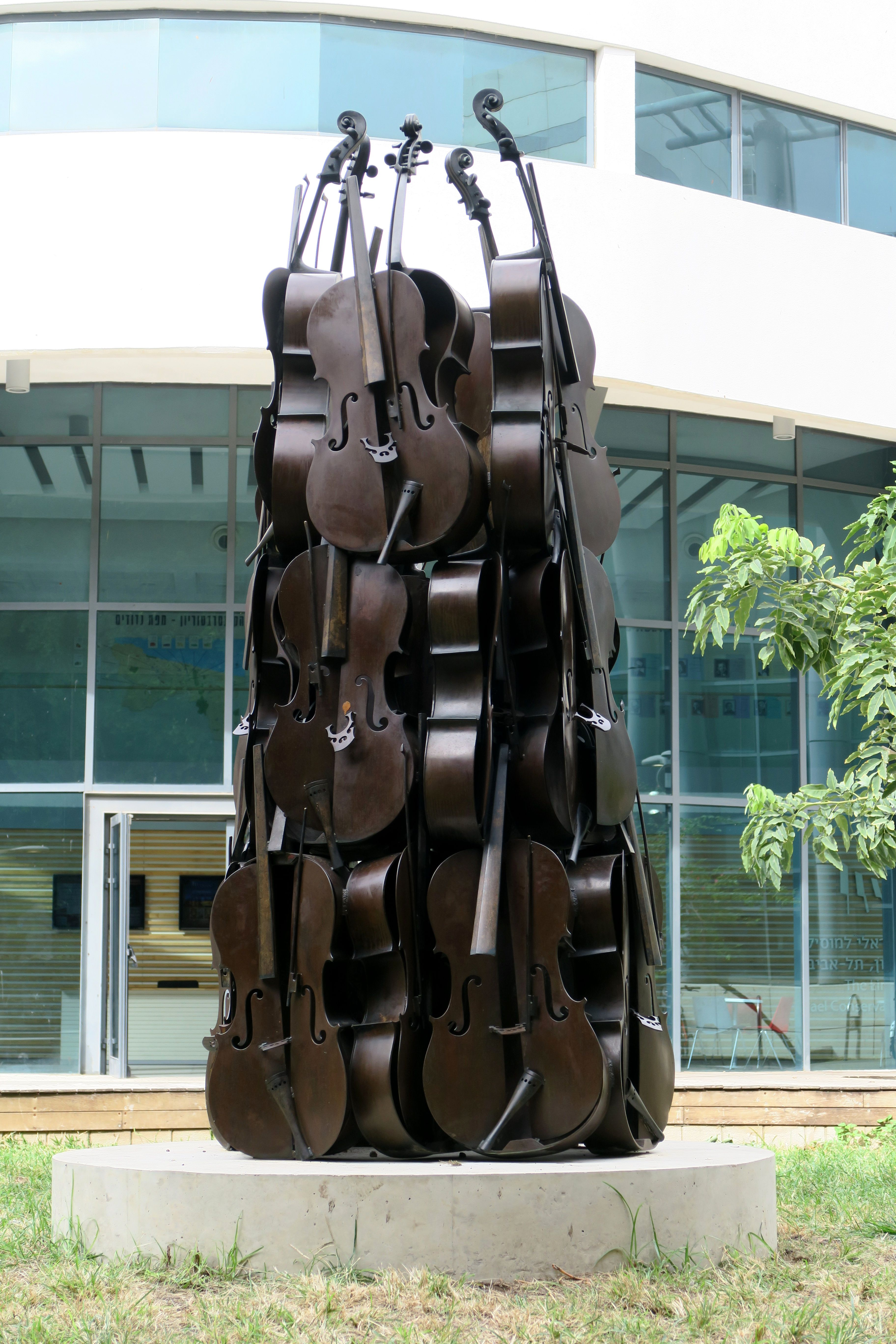
『音楽の力 No.2』、1986年、テルアビブのイスラエル音楽学院に設置

アルマンは1928年11月17日、フランス南部ニースで古道具屋を営む、北アフリカからの移民の一家に生まれた。10歳の頃にアマチュア画家で写真家、チェロ奏者でもあった父親から油絵を習い、音楽や楽器への興味を持った。学校とは折り合いが悪く、高校を中退し、1946年にバカロレア（大学資格試験）に合格して入ったニースの国立美術学校にも不満を持ち、後に退学している。
1947年、彼はニースの警察の柔道教室に入門し、後の芸術上の盟友イヴ・クライン、クロード・パスカルの2人と知り合った。彼らは3人でヨーロッパ各地へヒッチハイク旅行をしたほか、ファースト・ネームだけをサインしたゴッホにならって姓を捨て、ニースの海岸で真っ青な世界を3分割する相談をした。アルマンは大地を、パスカルは海を、クラインは空を取ったといわれている。
1949年、美術学校を退学したアルマンはパリに移り、エコール・ドゥ・ルーブルに入ってシュルレアリスム風の絵を描いていた。1951年、彼はマドリードへクラインとともに「武士道会」の柔道講師として赴き、また兵役についた後、1953年にニースへ戻った。
アルマンは美術の中心地から離れた場所にいることに焦りながら、雑誌で読んださまざまな作家の影響を受けて、徐々に抽象的な作風へと画風を変えたが、1954年に戦前のハノーファーのダダイスムの作家クルト・シュヴィッタースの、廃物を寄せ集めたアッサンブラージュの作品の展覧会を見て、衝撃を受けた。彼はシュヴィッタースがゴム印を紙に押して描いたドローイングを頭に置きながら、働いていた事務所にあったさまざまなスタンプを何度も何度もキャンバスに押すスタンプ絵画（彼はこれをカシェ（Cachets）「印」と呼んだ）を作り始めた。アルマンは黒や赤のスタンプを押したりずらしたりしながら構成（コンポジション）を作り、やがてゴム印以外のピストンや楽器、マネキンなどのオブジェに色を塗り、キャンバス上を動かす痕跡絵画も始めた。1956年にはパリで、スタンプ絵画などによる初個展を開き、成功を収めた。

## 破壊の彫刻と集積の彫刻、ゴミの彫刻

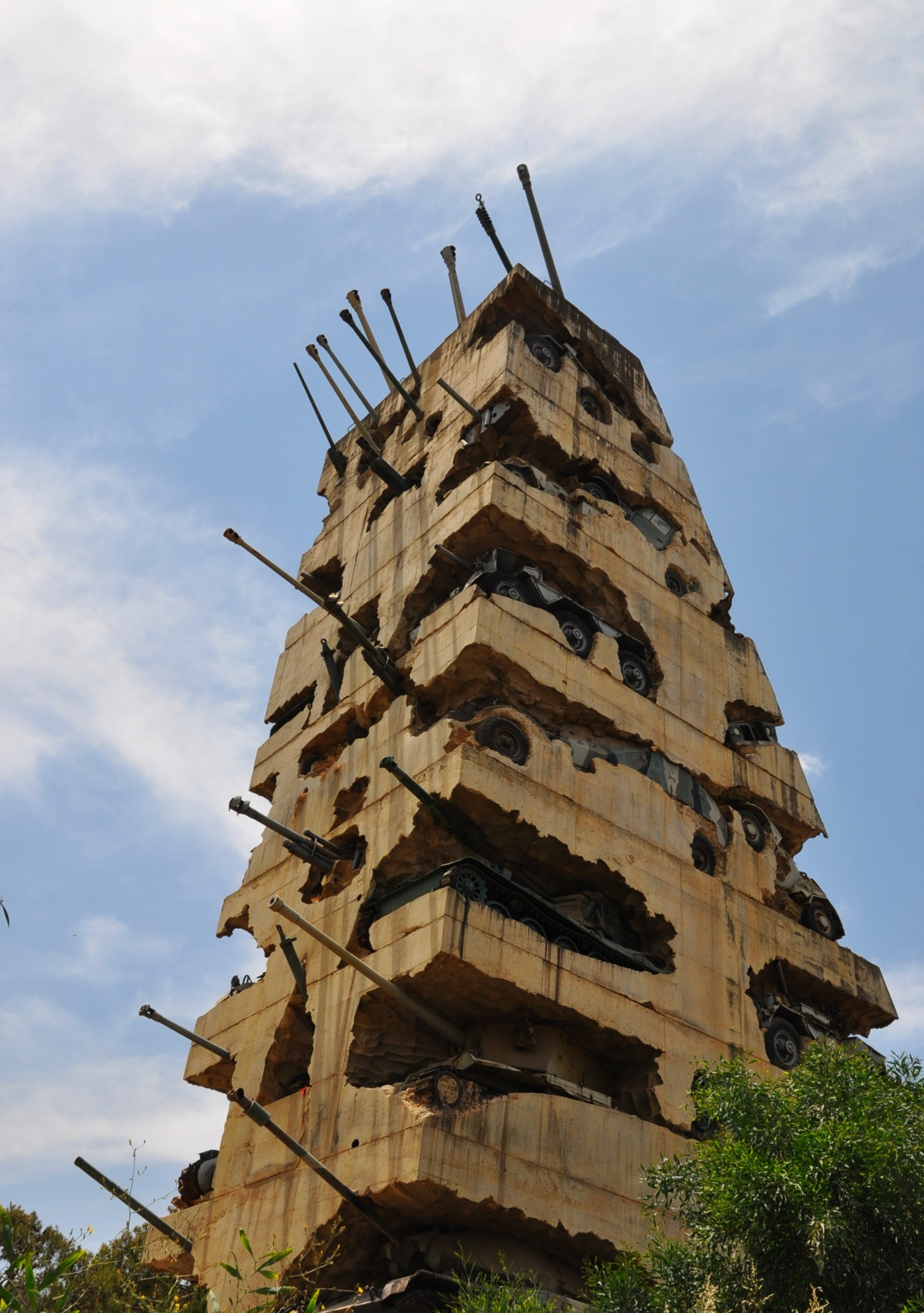
『平和への希望』、1995年、ベイルート南東のヤルゼに設置

1959年からアルマンは、オブジェ自体を用いた彫刻作品を制作した。破壊したヴァイオリンやチェロ、ピアノなどの楽器の破片を、板やコンクリートに固定した「破壊」のシリーズを、コレール（『怒り』）と名づけた。
アルマンを有名にしたのは、1種類の中古品を集積したシリーズである。彼は砕いた楽器、靴、靴の木型、カメラ、ガスマスク、ゴム印、目覚まし時計、壊れた人形、フォーク、車の部品、松葉杖、サーベルなどを蚤の市などで大量に買い集め、1種類の品を木枠に押し込んだ作品を作った。同じものが平面上に数十個も集められることで、個々の物は性質や目的を失った単なる粒になり、アイデンティティーが解体するのである。さらに細かな歯車や部品、絵具チューブやブラシなどを透明な合成樹脂に均一に封じ込める包含の彫刻も作っている。
ほかに有名なものは、透明容器の中に生ゴミや衣服、展覧会に来た者が持参している紙くずなどを集積したプベル（『ゴミばこ』）も、1959年より作成している。
1960年10月25日には、旧友イヴ・クラインが画廊の中に何も置かない『空虚』展を開いたイリス・クレール画廊で、画廊の部屋いっぱいにゴミを詰め込んだ『充満』展を開いた。彼のこうした作品は、ピエール・レスタニら美術評論家の注目するところとなり、2日後の10月27日にはイヴ・クラインやセザールらのヌーヴォー・レアリスムという集団に参加した。また1961年には、ニューヨーク近代美術館での『ジ・アート・オブ・アッサンブラージュ』展に出展し、以後は年の半分をニューヨークで暮らし、ロバート・ラウシェンバーグらネオダダの作家たちと行動するようになった。

## ヌーヴォー・レアリスム解体後
アルマンはヌーヴォー・レアリスム解体後も集積の作品を続け、アメリカに移ってからは新品も集積彫刻に使うようになった。また楽器や工具、電話機など同一種類の大量のオブジェを、平面に貼り付けずブロンズなどで固めた立体作品や、ルノー社との『工業と芸術』の協定によって自動車工場の廃物や部品を利用して作った作品、1982年にはパリ郊外のモンセル現代美術センターに設置した高さ18mのコンクリートの塔の中に60台の車を埋め込んだ彫刻、『長期間駐車』を制作している。1995年にはレバノン政府の依頼で、内戦で破壊されたベイルート市街に、83台の戦車や軍用車両を積み重ねた高さ32mの彫刻、『平和への希望』を制作した。
特に楽器を多く集積した理由は、チェロ奏者だった父の影響、キュビズムからの影響、その形態への興味などが合わさっている。
その他、アメリカの日常的なリビングを画廊内に再現して、これを公開破壊するハプニングや、破壊・焼却した家具をリビングと同じように配置するインスタレーションをおこなった。
1968年にはヴェネツィア・ビエンナーレとドクメンタに同時出展した。1973年にアメリカ合衆国国籍を取得し、アルマン・ピエール・アルマンとなった。1993年にはレジオンドヌール勲章を受章している。2002年にがんである事が判明したが、家族の支えによって台湾や上海などに大規模なパブリック・アート作品を制作し、新しい「ポリクローム彫刻」を手がけた。2005年、ニューヨークの自宅で没した。